# Wilhelm Doms
Wilhelm Doms (ur. 8 października 1868 w Raciborzu, zm. 14 lutego 1957 w Berlinie) – niemiecki malarz i grafik. Starszy brat Herberta Domsa.
Pochodził ze znanej raciborskiej rodziny przemysłowców. W latach '20 osiadł w Berlinie. Obrazy i grafiki Wilhelma były wystawiane w wielu liczących się galeriach europejskich. Szczególnym zainteresowaniem cieszył się wydany w 1907 roku cykl grafik, utrzymanych w nurcie fantastycznym pt. Grotesken.